# Last Stop : Yuma County
Pour plus de détails, voir Fiche technique et Distribution.
Last Stop : Yuma County (The Last Stop in Yuma County) est un film américain réalisé par Francis Galluppi et sorti en 2023.
Il est présenté en avant-première à la Fantastic Fest d'Austin en septembre 2023, puis dans de nombreux autres festivals (Catalogne, Fantasy Filmfest, Bruxelles, ...). Il connait ensuite une sortie limitée dans les salles américaines en mai 2024 avant sa diffusion en vidéo à la demande. En France, il est présenté au festival Reims Polar 2024 où il reçoit le prix du public. Le film reçoit globalement de bonnes critiques dans la presse.

## Synopsis
Dans les années 1970, dans le comté de Yuma en Arizona. En plein milieu du désert se trouve un motel-station-service. Alors que les réserves de carburant sont à sec, les clients attendent le camion-citerne dans le diner voisin. Alors que la chaleur est étouffante, leur journée se complique avec l'arrivée de deux braqueurs.

## Fiche technique
Sauf indication contraire, les informations mentionnées dans cette section peuvent être confirmées par les bases de données cinématographiques IMDb et Allociné,  présentes dans la section « Liens externes ».
- Titre original : The Last Stop in Yuma County
- Titre français : Last Stop : Yuma County
- Réalisation et scénario : Francis Galluppi
- Musique : Matthew Compton
- Direction artistique : Adam Gascho
- Décors : Charlie Textor
- Costumes : Emma Fleming
- Photographie : Mac Fisken
- Montage : Francis Galluppi
- Production : Matt O'Neill, Atif Malik et Francis Galluppi
- Sociétés de production : Local Boogeyman, XYZ Films, Carte Blanche et Random Lane
- Sociétés de distribution : Well Go USA Entertainment (États-Unis), The Jokers Films (France)
- Budget : 1 million de dollars[1],[2]
- Pays de production :  États-Unis
- Langue originale : anglais
- Format : couleur - 2.39:1
- Genre : néo-western, thriller, crime
- Durée : 90 minutes
- Dates de sortie[3] :
  - États-Unis : 23 septembre 2023 (avant-première à la Fantastic Fest)
  - Belgique : 13 avril 2024 (festival international du film fantastique de Bruxelles)
  - France : avril 2024 (Reims Polar)
  - États-Unis : 10 mai 2024 (sortie limitée en salles et vidéo à la demande)
  - Canada : 10 mai 2024 (vidéo à la demande)
  - France : 6 août 2025 (en salles)
- Classification[4] :
  - États-Unis : R

## Distribution
- Jim Cummings : le vendeur de couteaux (The Knife Salesman en VO)
- Jocelin Donahue : Charlotte
- Sierra McCormick : Sybil
- Nicholas Logan (VF : Jérémie Bédrune) : Travis
- Michael Abbott Jr. : Charlie
- Connor Paolo : Gavin
- Alex Essoe (en) : Sarah
- Robin Bartlett : Earline
- Jon Proudstar (en) : Pete
- Sam Huntington : David
- Ryan Masson (en) : Miles
- Barbara Crampton : Virginia
- Gene Jones : Robert
- Faizon Love : Vernon
- Richard Brake (VF : Thierry Hancisse) : Beau

 Source et légende : version française (VF) sur RS Doublage

## Production
Le film est un projet de longue date de Francis Galluppi, qui a tenté de le monter pendant des années. Il avait un temps trouvé un accord avec une société de production, cela n'a finalement pas abouti en raison de visions divergentes entre Francis Galluppi et la société. Le producteur exécutif James Claeys a alors proposé de vendre sa propre maison afin de financer le film et, bien que Galluppi était incertain au début, il a finalement accepté l'offre de Claeys.
Le tournage ne dure que 20 jours, avec un budget d'un million de dollars. Après des repérages, la production découvre un restaurant situé au Four Aces Movie Ranch à Palmdale en Californie,. C'est ce lieu qui avait permis au réalisateur-scénariste de vraiment développer son intrigue.

## Sortie et accueil

### Dates de sortie
Le film est présenté en avant-première à la Fantastic Fest d'Austin le 23 septembre 2023. Il est ensuite projeté dans de nombreux festivals à travers le monde : le festival international du film fantastique de Catalogne, Fantasy Filmfest en Allemagne, le festival international du film fantastique de Bruxelles, Calgary Undergound festival, , etc..
Le 10 mai 2024, il connait une sortie limitée dans certaines salles et sort en simultané en vidéo à la demande. En France, il est présenté au festival Reims Polar 2024 — où il reçoit le prix du public — en avril 2024. Il sortira au cinéma en août 2025.

### Critique
Le film reçoit globalement de bonnes critiques. Sur le site d'agrégation de critiques Rotten Tomatoes, le film obtient 97% d'avis favorables, pour 75 critiques. Le consensus suivant résumé les avis collectés : « Un thriller policier intelligent et bien construit avec quelques rebondissements inédits, The Last Stop in Yuma County fait du scénariste-réalisateur Francis Galluppi un talent à surveiller. » Sur le site Metacritic, qui utilise une moyenne pondérée, le film obtient la note de 72⁄100 pour 11 critiques.

### En vidéo
Le film sort en Blu-ray aux Etats-Unis le 16 juillet 2024, édité par Well Go USA. Cette édition contient le film, accompagné de trois commentaires audio, d'un making-of et de la bande-annonce du film. Arrow Video sorti le film en Blu-ray au Royaume-Uni le 17 février 2025. Cette édition contient tous les bonus de la précédente, ainsi qu'une interview supplémentaire du réalisateur, un essai visuel et un texte sur le film.

## Distinctions principales
(en) Récompenses pour Last Stop : Yuma County sur l’Internet Movie Database

### Récompenses
- Festival international du film fantastique de Catalogne 2023 : prix Órbita pour Francis Galluppi
- Reims Polar 2024 : prix du public
- Calgary Underground Film Festival 2024 : prix du jury
- Festival international du film fantastique de Puchon 2024 : meilleur film

### Nominations
- Golden Trailer Awards 2024 : meilleure bande-annonce d'un film indépendant